# Soból tajgowy
Soból tajgowy, soból (Martes zibellina) – gatunek drapieżnego ssaka z rodziny łasicowatych.

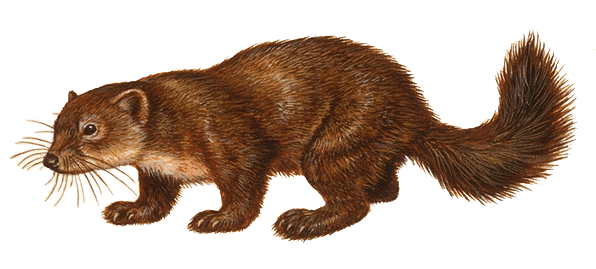
Soból na ilustracji

Długość ciała do 60 cm. Futro gęste, brązowe, jedwabiste – w okresie letnim ciemne, a w zimowym jasne. Sobole linieją 2 razy w ciągu roku. Jak u większości zwierząt o zmiennym ubarwieniu futra ma ono znaczenie ochronne – pomaga maskować się wśród drzew lub śniegu.
Soból jest aktywny w dzień i w nocy. Poluje na drobne ssaki i ptaki (zjada także ptasie jaja). Żywi się także owadami, jagodami i nasionami. Swoje gniazdo zakłada w wykrotach, szczelinach i dziuplach, dzięki czemu młode są chronione przed atakami drapieżników.
Zamieszkuje górzyste lasy: Azji północnej, północnych Chin, Półwyspu Koreańskiego.
W celu ochrony wymierającej populacji sobola na Syberii powołano w roku 1917 pierwszy w Rosji państwowy rezerwat przyrody – Rezerwat Barguziński. Jeszcze w wiekach średnich masowo występował w północnej części Europy po północno-wschodnią Polskę. Polowano na niego dla cennego gęstego futra, dla którego do dzisiaj jest on hodowany w Federacji Rosyjskiej.
Futro sobola wykorzystywane jest do produkcji pędzli używanych w malarstwie artystycznym.

## Podgatunki
Wyróżnia się kilkanaście podgatunków sobola:
- M. zibellina angarensis
- M. zibellina arsenjevi
- M. zibellina averini
- M. zibellina brachyura
- M. zibellina ilimpiensis
- M. zibellina jakutensis
- M. zibellina kamtschadalica
- M. zibellina obscura
- M. zibellina princeps
- M. zibellina sahalinensis
- M. zibellina sajanensis
- M. zibellina schantaricus
- M. zibellina tomensis
- M. zibellina tungussensis
- M. zibellina yeniseensis
- M. zibellina zibellina